# Rode superreus
Rode superreuzen zijn sterren met een lichtkrachtclassificatie I (Romeinse één), die van een superreus. De spectraalklasse is type K of M. Het zijn de grootst bekende sterren in het universum met betrekking tot het volume, hoewel ze niet de meest massieve of de meest lichtsterke sterren zijn. Twee van de felste en bekendste rode superreuzen zijn Betelgeuze en Antares.

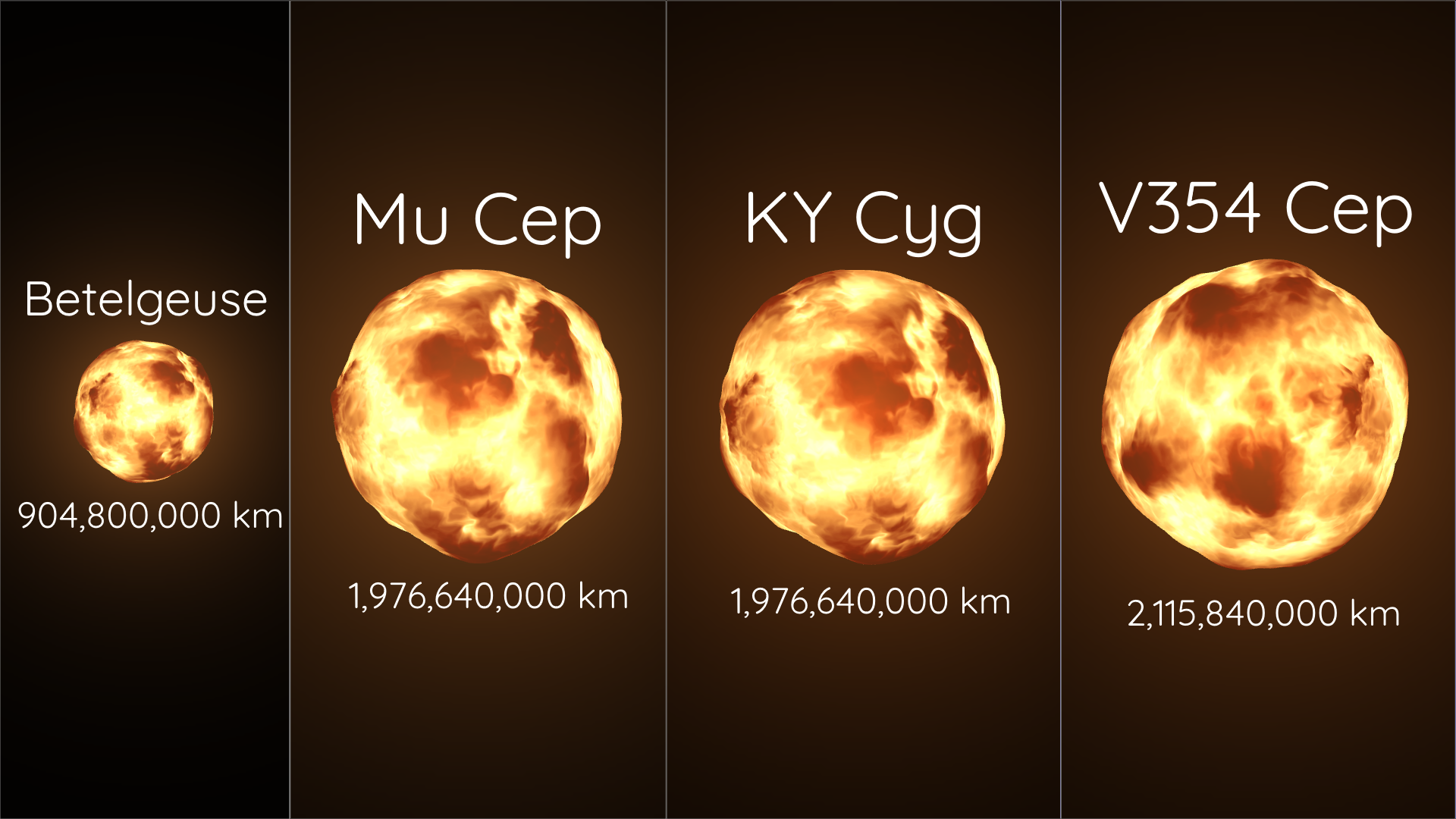
Omvang vergelijking van Betelgeuze, Mu Cephei, KY Cygni en V354 Cephei.

## Classificatie
Een ster wordt als een superreus gekwalificeerd op basis van het spectrum en de lichtkrachtklasse. Dit systeem gebruikt diagnostiek van bepaalde spectrale absorptielijnen om de oppervlaktezwaartekracht van een ster te bepalen. Hiermee kan men ook de omvang in verhouding tot de massa bepalen. Grotere sterren hebben meer lichtkracht bij een gegeven temperatuur en zo worden ze in groepen geclassificeerd.
Het verschil in lichtkracht is het meest opvallend bij lagere temperaturen, waarbij reuzensterren veel feller schijnen dan sterren op de hoofdreeks. Superreuzen hebben de zwakste oppervlaktezwaartekracht. Hierbij hoort de grootste omvang en meeste lichtkracht bij een gegeven temperatuur.
Het Yerkes of Morgan-Keenan (MK) classificatie systeem is bijna universeel. Het verdeelt sterren in zeven hoofdgroepen naar lichtkracht, weergegeven met Romeinse cijfers:
- 0    Hyperreus
- I    Superreus
- II   Heldere reus
- III  Reuzenster
- IV   Subreus
- V    Dwergster (de Hoofdreeks)
- VI   Subdwerg

Speciaal voor superreuzen kan de lichtkracht klasse verder onderverdeeld worden: in normale superreuzen van klasse Ib en bijzonder felle superreuzen van klasse Ia. Een tussenliggende klasse, Iab, wordt ook gebruikt. Uitzonderlijk felle sterren met een zwakke oppervlaktezwaartekracht, met sterke aanwijzingen voor extreem massaverlies, mogen geïndiceerd worden met lichtkrachtklasse 0 (nul), hoewel dit zeer zelden voorkomt. Wat vaker wordt gebruikt is de aanduiding Ia+ en soms ook wel Ia-0. Deze hyperreus-kwalificatie, voor de meest uitgezette en instabiele rode superreus, wordt maar zelden gebruikt. 
De term "rode" van "rode superreus" verwijst naar de kleur en koele oppervlaktetemperatuur. Rode superreuzen zijn de koudste van de superreuzen. Het betreft veelal type M en ten minste een aantal type K-sterren, ook al is er geen precieze grens bepaald. Type K-superreuzen zijn veel zeldzamer dan type M, omdat dit een relatief kortdurende overgangsfase betreft en een dan enigszins instabiele vorm. Deze type K sterren, in het bijzonder de hetere K-typen, worden soms omschreven als oranje superreus (bijv. Zeta Cephei), of bestaan zelfs in de gele variant (IRAS 17163-3907): een gele hyperreus.

## Eigenschappen
Een rode superreus is koel en groot. Ze zijn van spectraal type K of M en hebben dus een oppervlakte temperatuur onder de 4.100 K. Doorgaans zijn ze een paar honderd maal tot meer dan een duizend keer de straal van de Zon groot, ondanks dat omvang niet de primaire reden is om een ster als superreus te benoemen. Een felle, koele reuzenster kan gemakkelijk groter zijn dan een hetere superreus. Zo is bijvoorbeeld Alpha Herculis geclassificeerd als een reuzenster met een radius tussen 264 en 303 R☉ (straal van de Zon), terwijl epsilon Pegasi een K2 superreus is met 'slechts' 185 R☉.
Ondanks dat rode superreuzen op het oppervlak veel koeler zijn dan de Zon, zijn ze zoveel groter dat ze erg veel lichtkracht hebben, doorgaans tienduizenden of honderdduizenden maal zo krachtig als de Zon. De lichtkracht van de Zon drukt men uit met het symbool (L☉). Er blijkt wel een uiterste limiet voor lichtkracht van een rode superreus: zo rond een half miljoen maal dat van de Zon, oftewel 500.000 L☉. Een ster boven deze lichtkrachtlimiet zou geen stabiel hemellichaam kunnen zijn en daarom ontstaan deze sterren simpelweg niet. 
Een rode superreus heeft een massa tussen zo'n 10 zonnemassa, symbool (M☉) en 40 M☉. Sterren op de hoofdreeks met meer massa dan ongeveer 40 M☉ zetten niet uit en koelen af om een rode superreus te worden. De rode superreuzen die de uiterste grenzen van lichtkracht en massa bereiken, zijn de grootst bekende sterren in het heelal. De zwakke oppervlaktezwaartekracht en grote lichtkracht veroorzaken gigantisch massaverlies voor de ster, miljoenen maal meer dan de Zon verliest, waardoor observeerbare nevels de ster omgeven. Aan het einde van haar leven kan een rode superreus een substantieel deel van de startmassa al zijn verloren. De massievere superreuzen verliezen massa veel sneller dan de kleinere en alle rode superreuzen schijnen een gelijkwaardige massahoeveelheid te bereiken, in de orde van grootte van 10 M☉, tegen de tijd dat hun sterkern instort. De exacte waarde hiervoor hangt af van factoren zoals chemische samenstelling en rotatiesnelheid. 
De meeste rode superreuzen vertonen een bepaalde mate van visuele veranderlijkheid, maar zelden vertoont deze veranderlijkheid een duidelijke periode of amplitude. Men classificeert ze daarom meestal als onregelmatig veranderlijke ster, of halfregelmatig veranderlijke. Ze hebben zelfs hun eigen onderklasse: 'SRC' voor langzaam halfregelmatige, 'LC' voor langzaam en onregelmatige superreus. Variaties hierop zijn doorgaans traag met een kleine amplitude, ook al zijn er wel amplitudes tot vier magnitudes bekend. 
De statistische analyse van veranderlijke rode superreuzen onthult een aantal aannemelijke oorzaken voor de veranderlijkheid: slecht een paar sterren vertonen grote amplitudes en krachtig geluid, wat wijst op veranderlijkheid op vele frequenties. Men vermoed dat dit wijst op krachtige sterrenwinden als oorzaak, die voorkomen aan het einde van het leven van een rode superreus. De veranderlijkheid die vaker voorkomt zijn gelijktijdige radiale variaties (radiaal wil zeggen: de ster krimpt of zet als geheel uit) gedurende een paar honderd dagen, met waarschijnlijk niet radiale pulsaties met perioden van een aantal duizend dagen. Slecht een enkele rode superreus is blijkbaar totaal onregelmatig: deze hebben korte amplitudes, waarschijnlijk veroorzaakt door fotosferische granulatie. De fotosfeer van een rode superreus bevat een relatief kleine hoeveelheid van de enorm grote convectieve cellen, vergeleken met sterren zoals de Zon. Dit veroorzaakt veranderlijkheid in de geobserveerde lichtkracht, door de rotatie van de ster.
Het spectrum van de rode superreus toont veel gelijkenissen met andere koelere sterren: ze zitten vol met een heleboel absorptielijnen van metalen en moleculaire verbindingen. Sommige van deze lijnen worden gebruikt om de lichtkrachtklasse te bepalen, zoals de dikte van de banden van infrarood oxalonitril.
Astrofysische maser-emissies komen vaak voort uit het materiaal dat een rode superreus omgeeft. Meestal komt dit van H2O en SiO, maar hydroxyl- (OH-)emissie komt ook voor in nauwe gebieden. Bovenop het in hoge resolutie in kaart kunnen brengen van materie direct om een rode superreus, kunnen Very-long-baseline interferometry (VLBI)- of Very Long Baseline Array-observaties van masers worden gebruikt om een precieze parallax en afstand te bepalen van de bron. Dit wordt nu nog hoofdzakelijk toegepast op alleenstaande objecten, maar het kan wellicht handig zijn voor de analyse van galactische structuren en ontdekking van rode superreuzen, die anders aan het zicht onttrokken zouden blijven.
Uit observaties blijkt dat rode superreuzen traag of zeer traag roteren. Volgens voorspellingsmodellen zouden zelfs snel roterende hoofdreekssterren worden afgeremd door hun bijbehorend massaverlies, dus in het geval van een rode superreus is de rotatie minimaal. De rode superreuzen die desondanks toch een aardige rotatiesnelheid hebben, zoals Betelgeuze, hebben dit misschien gekregen nadat ze de rode superreus levensfase bereikten, wellicht door interacties via een dubbelstersysteem. De sterkern van een rode superreus, roteert echter nog wel, en de differentiële rotatie kan behoorlijk zijn.

## Definitie

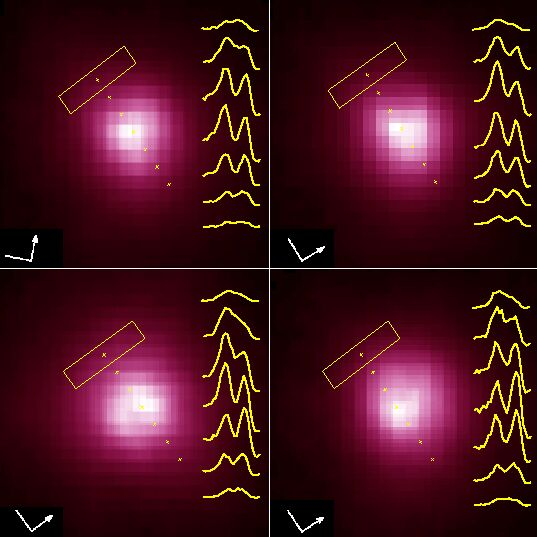
De veranderlijkheid van Betelgeuze, met rechts veranderingen in spectraallijnen (uv-beelden van de ruimtetelescoop Hubble).

De lichtkrachtklasse van een superreus is makkelijk te bepalen en geldt voor een groot aantal sterren, maar het groepeert een aantal zeer verschillende stertypen onder dezelfde noemer. De evolutionaire definitie beperkt de term superreus tot die zware sterren die de kernfusie van helium beginnen, zonder dat dit helium in een ontaarde toestand raakt (zie: rode reuzentak) en zonder dat er een heliumflits plaatsvindt. Ze gaan hierna allemaal zwaardere elementen fuseren tot de sterkern implodeert en er een supernova plaatsvindt.
Minder zware sterren kunnen een superreus-classificatie ontwikkelen op een relatief lage lichtkracht, rond 1000 L☉, als ze zich bevinden op de asymptotische reuzentak (AGB), waarbij kernfusie van helium in een sterschil plaatsvindt. Onderzoekers vinden het nu prettiger om deze sterren als AGB-sterren te categoriseren en niet als rode superreuzen, omdat ze minder zwaar zijn, een andere chemische samenstelling hebben aan het oppervlak en andere typen pulseringen en veranderlijkheid vertonen. Ook evolueren deze AGB-sterren uiteindelijk anders, namelijk tot een planetaire nevel, met een witte dwerg als eindproduct. De meeste asymptotische reuzentak sterren zullen geen supernovae produceren. Wel zijn er een aantal "super-AGB sterren", die massief genoeg zijn om volwaardige kernfusie van koolstof te creëren: deze sterren produceren wellicht een ongewoon type supernova, hoewel ze nooit een ijzeren sterkern ontwikkelen. Een ander opvallende groep sterren van lage massa en hoge lichtkracht zijn de RV Tauri-sterren. Dit zijn ook asymptotische reuzentaksterren, of ze zijn er kort geleden vanaf geëvolueerd. Ze bevinden zich op de instabiliteitsstrip en vertonen een kenmerkende halfregelmatige veranderlijkheid.

## Evolutie

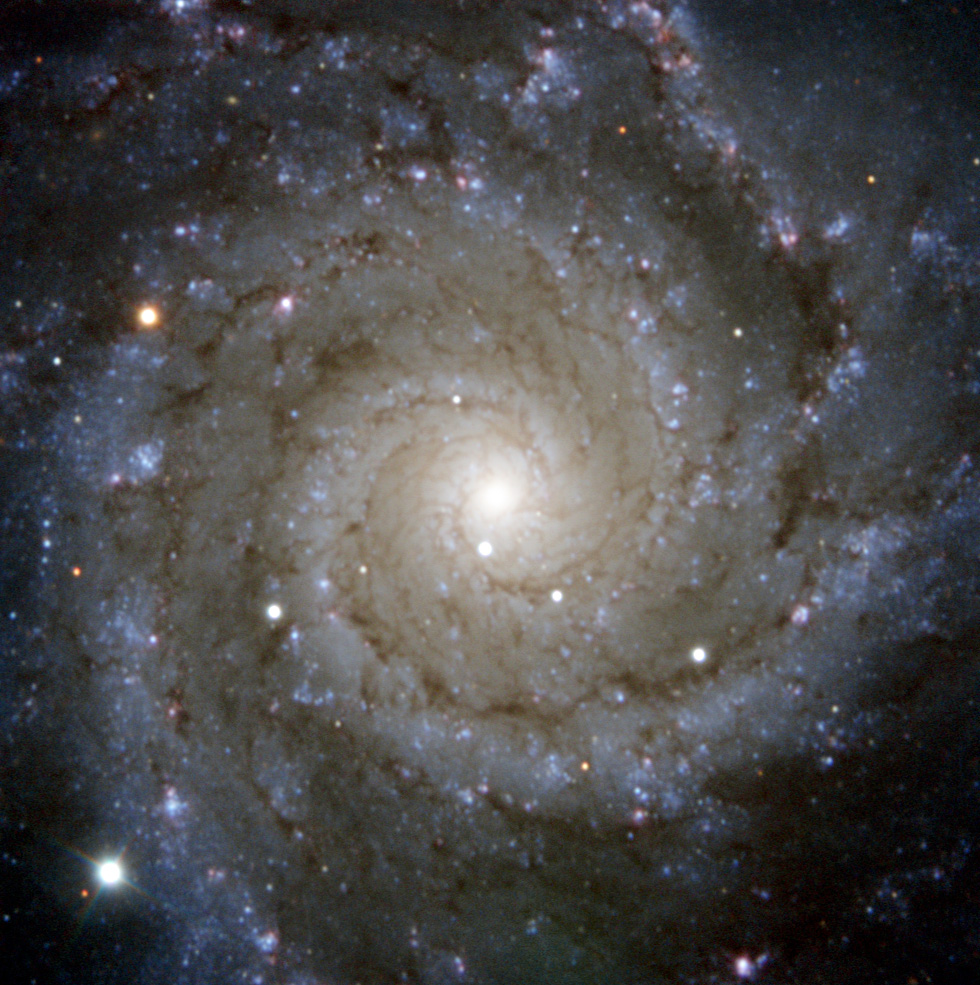
Een rode superreus eindigt haar leven in een type II supernova (de lichtbron linksonderin) in een spiraalarm van Messier 74.

Rode superreuzen ontwikkelen uit hoofdreekssterren, van ongeveer 10 M☉ tot 30 M☉ zwaar. Is een ster nog zwaarder zal deze nooit voldoende kunnen afkoelen om een rode superreus te worden. Lichtere sterren ontwikkelen een heliumkern in ontaarde toestand tijdens de rode reus levensfase. Hierna volgt de heliumflits, waarna de ster helium in de kern zal fuseren op de horizontale tak. Dan volgt, als een ster voldoende massa heeft, de asymptotische reuzentak, waarin een ster helium fuseert in een sterschil om een ontaarde kern van koolstof en zuurstof heen. Hierna zal ze snel haar buitenste sterlagen van zich af gaan werpen, waarna een witte dwerg overblijft in een planetaire nevel. Deze sterren op de asymptotische reuzentak kunnen spectra ontwikkelen met een lichtkrachtklasse van een superreus. Hierbij zwelt het sterlichaam extreem groot op en kan er een lichtkracht bereikt worden van tienduizenden maal die van de Zon. Middelmatig zware sterren op deze asymptotische reuzentak, rond 9 M☉, kunnen koolstoffusie ondergaan en produceren wellicht een elektronenvangstsupernova bij het imploderen van een zuurstof-neon-kern. 
Sterren op de hoofdreeks, die waterstof fuseren in de sterkern, met een massa tussen 10  en 30 M☉, zullen oppervlaktetemperaturen hebben tussen ongeveer 25.000 K en 32.000 K. Dit zijn de hetere spectraaltypen B, mogelijk ook zeer koele typen O-sterren. Dit zijn zeer felle sterren met 10.000 tot 100.000 keer de lichtkracht van de Zon (L☉). Dit komt door een snelle kernfusiereactie van waterstof, de koolstof-stikstofcyclus. Ook hebben ze volledig convectieve kernen. In tegenstelling tot de Zon zijn de buitenste lagen van deze hete hoofdreekssterren niet convectief.
Deze voorlopers van de rode superreus op de hoofdreeks, die dan nog niet rood zijn, verbruiken het waterstof uit de sterkern in zo'n vijf tot twintig miljoen jaar. Daarna wordt er nog steeds waterstof verbrand, maar nu in een schil om de sterkern heen. De sterkern bestaat dan hoofdzakelijk uit helium. Deze manier van waterstof verbranden veroorzaakt een uitzetting van de sterren, waarbij het oppervlak afkoelt, tot aan de superreus classificatie. De lichtkracht wordt plusminus drie maal zo sterk. De oppervlaktehoeveelheid van helium is nu tot 40% en er is weinig verrijking van zwaardere elementen. 
De superreuzen blijven verder afkoelen en de meesten zullen vlot door het Cepheïde gedeelte van de instabiliteitsstrip passeren. De meest massieve onder hen zullen een korte periode als gele hyperreus bestaan. Hierna bereiken ze een koel type K of een type M en worden ze een rode superreus. De start van kernfusie van helium begint, zonder verder uiterlijk vertoon, tijdens het uitzettingsproces van de ster, of terwijl de ster  een rode superreus is. Aan het steroppervlak is hier verder niets van te zien. Als rode superreus ontwikkelt een ster diepe convectieve zones, die van het steroppervlak tot halverwege de kern reiken. Hierdoor ziet men een sterke verrijking van stikstof op het steroppervlak, met enige toename van nog zwaardere elementen.
Sommige rode superreuzen ondergaan een zogenaamde 'blauwe lus' beweging op het Hertzsprung-Russelldiagram, waarin ze tijdelijk toenemen in oppervlaktetemperatuur, om dan weer terug te keren in de staat van rode superreus. Of dit plaatsvindt hangt af van zaken als de totale massa, de snelheid van rotatie en de chemische samenstelling van de ster. Terwijl vele rode superreuzen nooit zo'n blauwe lus zullen ondergaan, vertonen sommigen er weer meerdere van. De oppervlaktetemperatuur kan tot wel 10.000K stijgen op het toppunt van zo'n blauwe lus. De exacte reden voor het ondergaan van een blauwe lus verschilt per ster, maar het heeft altijd te maken met het toenemen van de heliumkern in massa, in verhouding tot de stermassa, waardoor het massaverlies van de buitenste sterlagen groter moet worden.
Alle rode superreuzen verbruiken al het helium in de sterkern binnen een of twee miljoen jaar en kunnen dan koolstof gaan fuseren. Dit kan zo blijven oplopen, met steeds zwaardere elementen, tot aan een ijzeren sterkern. Deze ijzeren kern kan niet fuseren en zal onvermijdelijk ineen klappen om een supernova te produceren. De tijdspanne van de aanvang van de fusie van koolstof tot aan deze kernimplosie is niet meer dan een paar duizend jaar. In de meeste gevallen zal de kernimplosie gebeuren terwijl de ster een rode superreus is. Op dit punt is de grote waterstof atmosfeer al afgestoten. Zo wordt het spectrum van een supernova type II geproduceerd. De opaciteit van dit afgeworpen waterstof neemt af als deze afkoelt. Dit veroorzaakt een verlengde vertraging in de afname van lichtkracht na de initiële piek in de supernova. Dit zijn eigenschappen van een type II-P supernova.
Van de meest lichtsterke rode superreuzen, met een metaalgehalte zoals dat van de Zon, verwacht men dat zoveel van de buitenste sterlagen wordt afgeworpen, voordat de kern implodeert, dat ze terug evolueren naar gele hyperreuzen en lichtsterke blauwe variabelen. Zulke sterren kunnen exploderen in een type II-L supernova, met nog steeds waterstof in de spectra, maar onvoldoende ervan om een verlengd plateau van felheid in de lichtkromme te maken. Sterren met zelfs nog minder overgebleven waterstof kunnen de zeldzame type IIb supernova creëren. Hierin is zo weinig waterstof overgebleven dat de emissielijnen ervan in de spectra van het initiële type II langzaam overgaan in het spectrum van een type Ib supernova.
De geobserveerde sterren ten grondslag aan supernovae type II-P hebben allemaal een oppervlaktetemperatuur tussen 3.500K en 4.400K en een lichtkracht tussen 20.000 L☉ en 200.000 L☉. Dit is overeenkomstig met de te verwachten waarden voor de minder zware rode superreus. Een klein aantal sterren ten grondslag aan supernovae type II-L en type IIb zijn geobserveerd: allemaal met een lichtkracht rond de 100.000 L☉ en ietwat hogere temperaturen, tot aan 6.000K. Dit komt mooi overeen met de wat zwaardere rode superreus met veel massaverlies. Voor de meest lichtsterke rode superreuzen zijn geen voorlopers van supernovae bekend, daarom verwacht men dat deze sterren transformeren in een Wolf-Rayetster voordat ze exploderen.

## Sterrenhopen

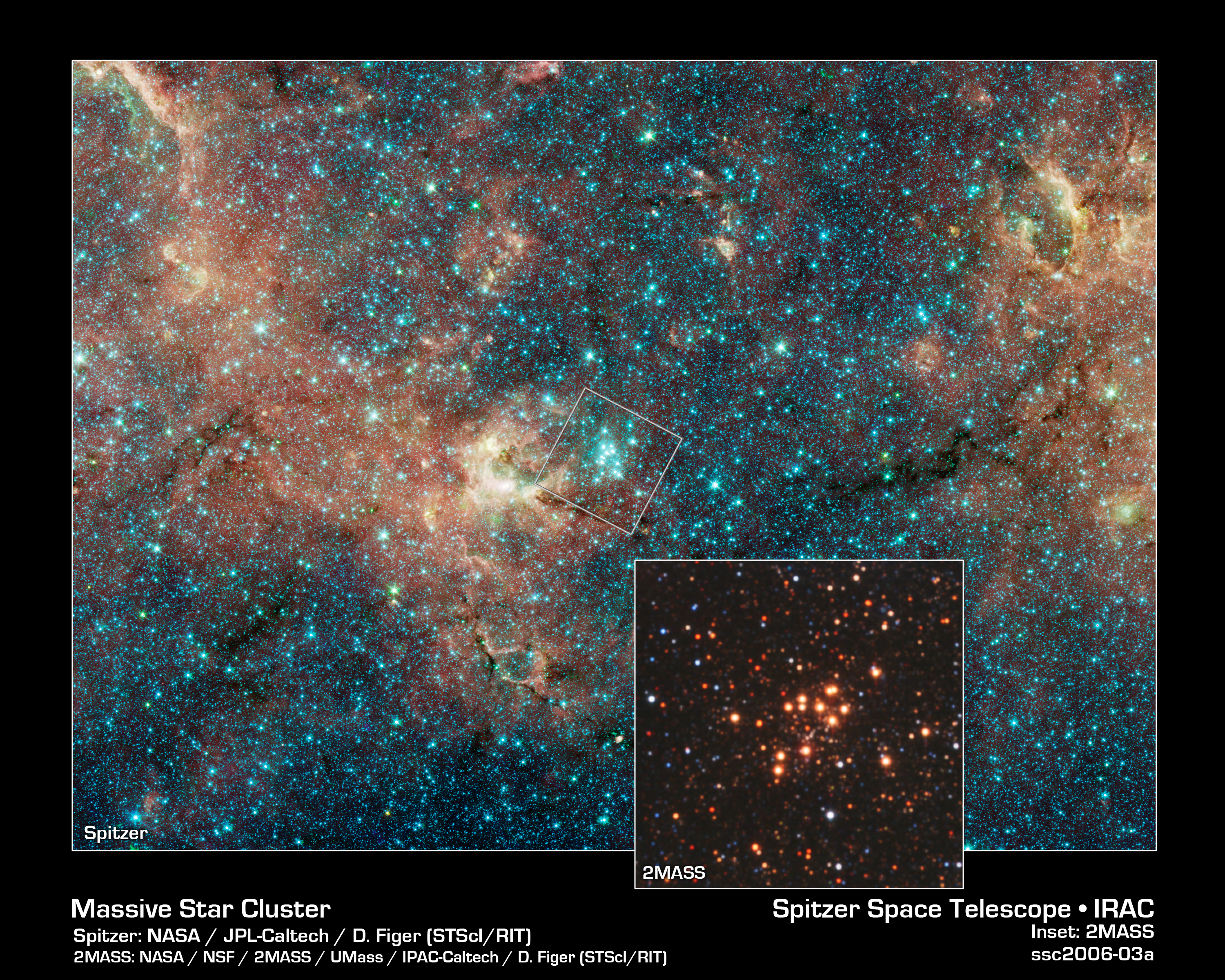
RSGC1 (Red Supergiant Cluster 1) was de eerste van een aantal gigantische sterhopen die men vond met daarin meerdere rode superreuzen.

Een rode superreus kan niet ouder zijn dan 25 miljoen jaar. Zulke gigantische sterren zullen naar verwachting enkel ontstaan in relatief grote sterrenhopen en men vindt ze dan ook hier in de buurt. Deze levensfase is behoorlijk kort vergeleken met andere levensfasen van een ster. Ook vormen ze alleen uit redelijk zeldzame zwaardere sterren, daarom zal er doorgaans slechts hooguit een klein aantal rode superreuzen in een sterrenhoop te vinden zijn. Zo is er bijvoorbeeld in de dubbelcluster NGC 869 en NGC 884 maar 1 rode superreus: S Persei. In de gigantische sterrenhoop Hodge 301 in de Tarantulanevel vindt men er slechts 3. Tot de 21e eeuw was het grootst aantal rode superreuzen, ontdekt in een enkele sterrenhoop, vijf stuks in open sterrenhoop NGC 7419. De meeste rode superreuzen worden alleen gevonden, zoals Betelgeuze in de Orion OB1 sterassociatie en Antares in de Schorpioen-Centaur associatie.
Sinds 2006 zijn er een reeks gigantische sterrenhopen geïdentificeerd nabij de basis van de Centaurusarm, waarvan elk meerdere rode superreuzen bevat. RSGC1 bevat ten minste 12 rode superreuzen, RSGC2 (ook bekend als Stephenson 2) bevat er niet minder dan 26, RSGC3 met zeker 8 en RSGC4 (oftewel Alicante8) ook minstens 8. Er zijn in totaal 80 bevestigde rode superreuzen gelokaliseerd in een klein gedeelte van de hemel in de richting van deze sterrenhopen. Deze 4 sterrenhopen maken schijnbaar onderdeel uit van een grote stervormingsgebeurtenis van 10 tot 20 miljoen jaar geleden, rond het einde van de spiraalarm bij het centrum van de Melkweg. Er zijn soortgelijke sterrenhopen bij het afgelegen einde van de spiraalarm gevonden, maar niet met zulke grote aantallen rode superreuzen.

## Voorbeelden

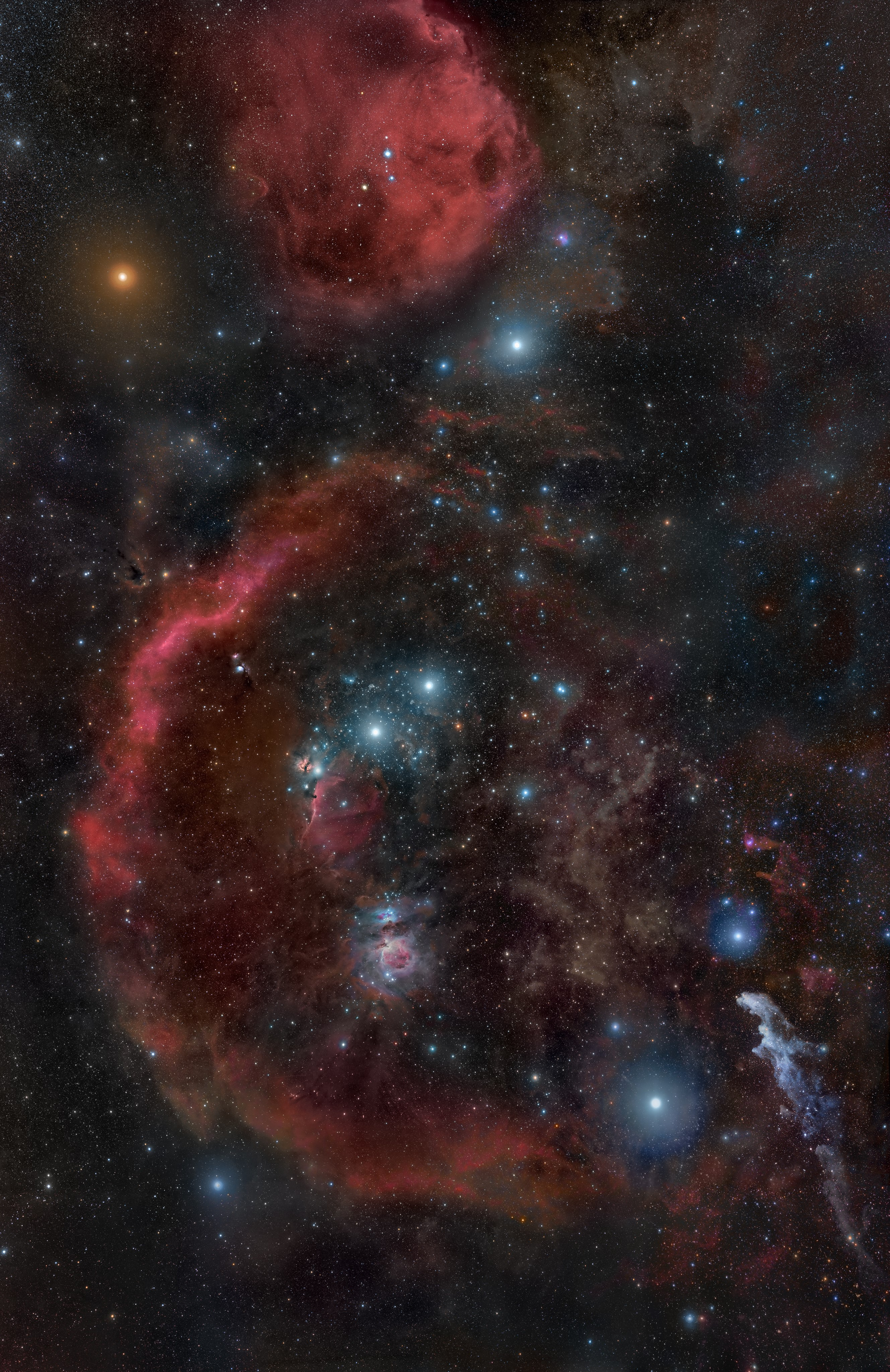
Het sterrenbeeld Orion met links bovenin de welbekende rode superreus Betelgeuze.

Ondanks dat een rode superreus een zeldzame ster is, maakt de enorme lichtkracht dat ze van verre te zien zijn. Ook vanwege het veranderlijke karakter zijn er een aantal voorbeelden die veel mensen kennen, die met het blote oog te zien zijn:
- Psi1 Aurigae
- 119 Tauri
- Antares
- Betelgeuze

Andere voorbeelden zijn beroemd geworden vanwege hun enorme omvang van meer dan duizend maal de zonneradius, > 1.000 R☉:
- KW Sagittarii
- PZ Cassiopeiae
- VX Sagittarii
- KY Cygni
- V354 Cephei
- Granaatster
- VV Cephei A